# Instituto de Microbiologia de Buenos Aires

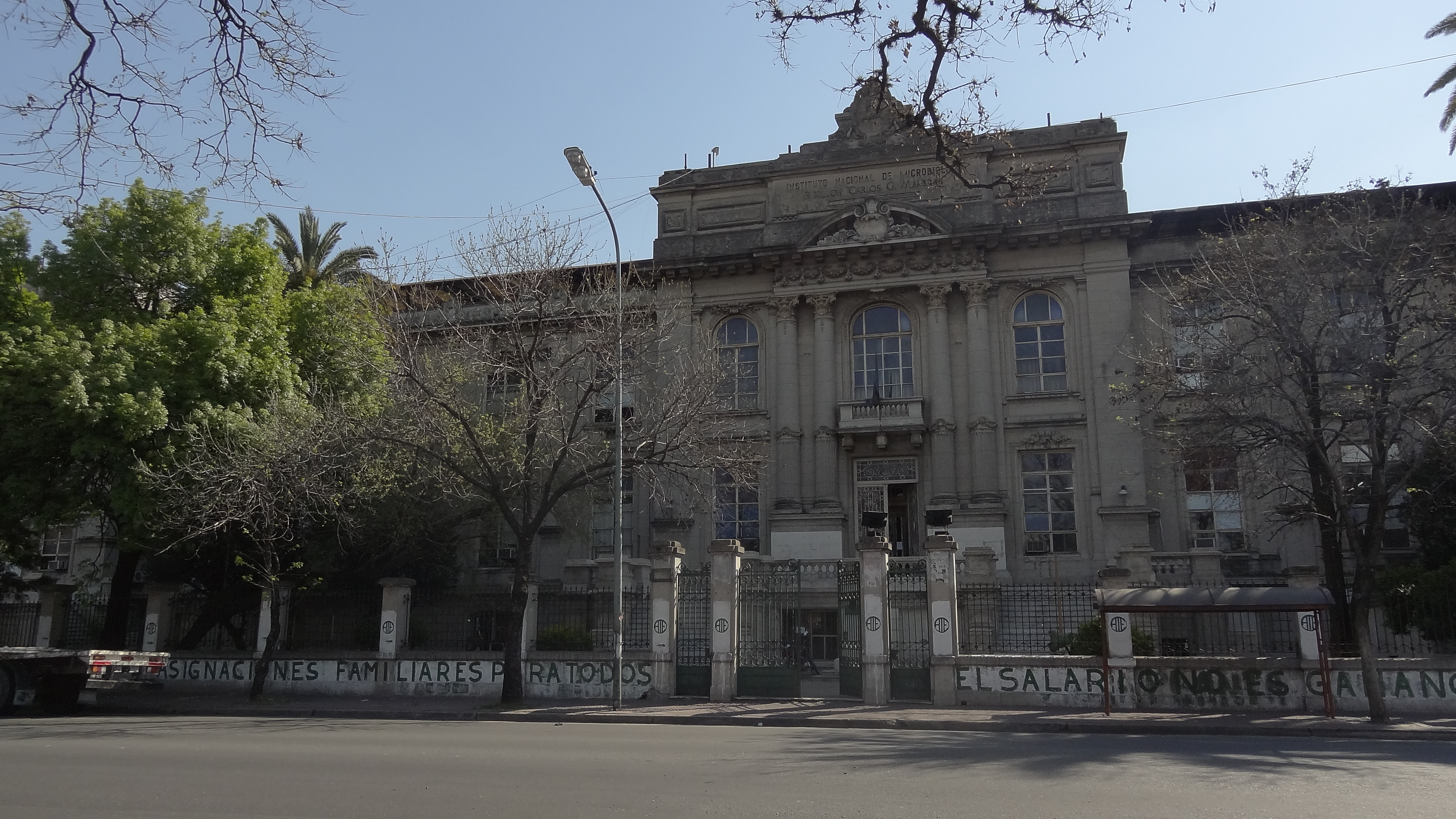
Sede do Instituto Malbrán em Barracas, Buenos Aires.

O Instituto de Microbiologia de Buenos Aires "Carlos Malbrán" foi fundado no início do século XX e durante os anos 30 e 40 foi uma das principais instituições de pesquisa, produção de vacinas e produtos biológicos na Argentina. Originalmente seu nome era Instituto Bacteriológico do Departamento Nacional de Higieine e sua estrutura contava com 42 laboratórios. Entre seus principais cientistas estiveram Bernardo Houssay e César Milstein, ganhadores do prêmio Nobel. Um dos diretores do Instituto foi também Rudolfo Kraus que viria a dirigir o Butantã em São Paulo.